# Groovin' for Nat
Groovin' for Nat è un album di Donald Byrd, pubblicato dalla Black Lion Records nel 1989. Il disco fu registrato il 12 gennaio 1962 al Bell Sound Studios di New York City, New York (Stati Uniti).

## Tracce
Brani composti da Donald Byrd, tranne dove indicato
1. Hush (Take 2) – 6:07
2. Child's Play (Take 3) – 5:36
3. Angel Eyes (Take 4) – 5:58 (Earl K. Brent, Matt Dennis)
4. Smoothie (Take 4) – 5:50 (Rudy Stevenson)
5. Sudel (Take 2) – 7:08 (Duke Pearson)
6. Friday's Child (Take 1) – 6:26 (Paul Mitchell)
7. Out of This World – 6:40 (Harold Arlen, Johnny Mercer)
8. Groovin' for Nat – 3:37 (Ernie Wilkins)
9. Hush (Take 1) – 7:30
10. Child's Play (Take 2) – 6:40
11. Sudel (Take 4) – 6:02 (Duke Pearson)

## Musicisti
- Donald Byrd - tromba
- Johnny Coles - tromba
- Duke Pearson - pianoforte
- Bob Cranshaw - contrabbasso
- Walter Perkins - batteria[3]